# Chartered Institute of Public Relations
Il Chartered Institute of Public Relations (CIPR) è l'organo di riferimento per i professionisti delle relazioni pubbliche nel Regno Unito.
Inizialmente fondato come Institute for Public Relations nel 1948, il CIPR venne legalmente riconosciuto dal Privy Council of the United Kingdom nel 2005, aggiungendo così la dicitura "Chartered" al proprio nome. A fine 2012 il CIPR contava 10.095 membri iscritti. L'associazione fornisce aggiornamento e formazione ai propri iscritti, pubblica un codice di condotta, ospita premiazioni ed eventi. È governata da un comitato esecutivo e un Presidente, eletto con cadenza annuale.